# اضطراب وسواسي قهري
الِاضْطِرَابُ الوَسْوَاسِيُّ القَهْرِيُّ
(OCD أو اختصاراً الوسواس القهري) هو اضطراب نفسي يشعر فيه المصاب أنّ فكرة معيّنة تلازمه دائماً وتحتلّ جزءاً من الوعي والشعور لديه وذلك بشكلٍ قهري، أي أنّه لا يستطيع التخلّص أو الانفكاك منها، مثل الحاجة إلى تفقّد الأشياء بشكل مستمر، أو ممارسة عادات وطقوس بشكل متكرّر، أو أن تسيطر فكرة ما على الذهن بشكل لا يمكن التفكير بغيرها. كما يُعرّفُ الوسواسُ القهري بأنّه فِكْرٌ متسلّط وسلوك جبري يظهر بتكرار لدى الفرد ويلازمه ويستحوذ عليه ولا يستطيع مقاومته، رغم وعيه بغرابته وعدم فائدته، ويشعر بالقلق والتوتر إذا قاوم ما توسوس به نفسه، ويشعر بإلحاح داخلي للقيام به. يلاحظ تكرار هذه الأفكار أو الممارسات بشكل دوري وعلى فترات طويلة نسبياً، وتشمل أعراضه التأكد من الأشياء مرات ومرات مثل غسل اليدين أو عدّ الأشياء أو تفحّص قفل الباب والشبابيك والقيام بعمليات الحساب بشكل مستمر، والصور التي تظهر في الذهن وتتعلق به وتكون ذات طبيعة مقلقة، كما يندرج تحت الأمثلة أيضاً الصعوبة التي قد يواجهها البعض عند التخلّص من الأشياء ورميها خارجاً. عادةً ما تؤثّر هذه الأفكار والعادات والممارسات سلباً على الحياة اليومية للأشخاص المصابين بهذا الاضطراب؛ حيث تستلزم منهم ما يفوق الساعة في اليوم الواحد للقيام بها بشكل دوري. تترافق مع ممارسات الاضطراب الوسواسي القهري عادة تشنّجات لاإرادية واضطرابات القلق وزيادة في خطورة احتمالية حدوث انتحار. ويعتبر الوسواس القهري أحد الأعراض المرتبطة بالقلق حيث تسبب الوساوس قلقا نفسيا ينتج عنه الحاجة إلى أداء الأعمال بشكل قهري مما يوفر إحساساً مؤقّتاً بالراحة؛ ولا تزال أسباب الاضطراب الوسواس القهري غير معروفة بالشكل الكامل من الناحية البيولوجية؛ على الرغم من وجود عوامل وراثية مؤثّرة. أمّا العوامل النفسيّة فتتضمّن سجلّاً من التعرّض إلى إساءة المعاملة في مرحلة الطفولة أو أي حوادث أخرى مسبّبة للتوتّر النفسي المرضي. يشخص المريض بناءً على الأعراض ويتطلّب إقصاء أيّة مسبّبات طبّيّة أو دوائيّة أخرى. يمكن استخدام مقاييس مثل مقياس ييل-براون الوسواسي القهري (Y-BOCS) للمساعدة في تقدير درجة الاضطراب. من الاضطرابات الأخرى التي لها أعراض مشابهة للاضطراب الوسواسي القهري كلّ من اضطراب القلق والاضطراب الاكتئابي واضطراب الأكل واضطراب الشخصية الوسواسية.
يصيب الاضطراب الوسواسي القهري حوالي 2.3% من الناس في مرحلة معيّنة من حياتهم، ويكون معدّل الإصابة في سنّ محدّد حوالي 1.2%، وهو اضطراب منتشر في كافّة أنحاء العالم. من غير المألوف أن تظهر أعراض الاضطراب بعد سنّ الخامسة والثلاثين، في حين أنّ حوالي نصف الناس الذين لديهم مشاكل بسببه، كانت قد ظهرت لديهم الأعراض قبل سنّ العشرين؛ كما تتساوى نسبة الإصابة به بين الرجال والنساء.
قد تطول الحالة إلى عقود من غير معالجة؛ لذلك يتطلّب إجراء علاج نفسي للمصابين باضطراب الوسواس القهري، وذلك يتضمّن علاج سلوكي معرفي (CBT)، يكون بالتعرّض المتزايد لمسبّب المشكلة مع عدم السماح للسلوك المتكرّر بالحدوث. قد يلزم في بعض الأحيان استخدام عقاقير مثل مثبطات استرداد السيروتونين الانتقائية (SSRIs)؛ وكذلك المضادات غير النمطية للذهان، إلّا أنّ الأخيرة لها آثار جانبية كبيرة.

## العلامات والأعراض

### الوساوس

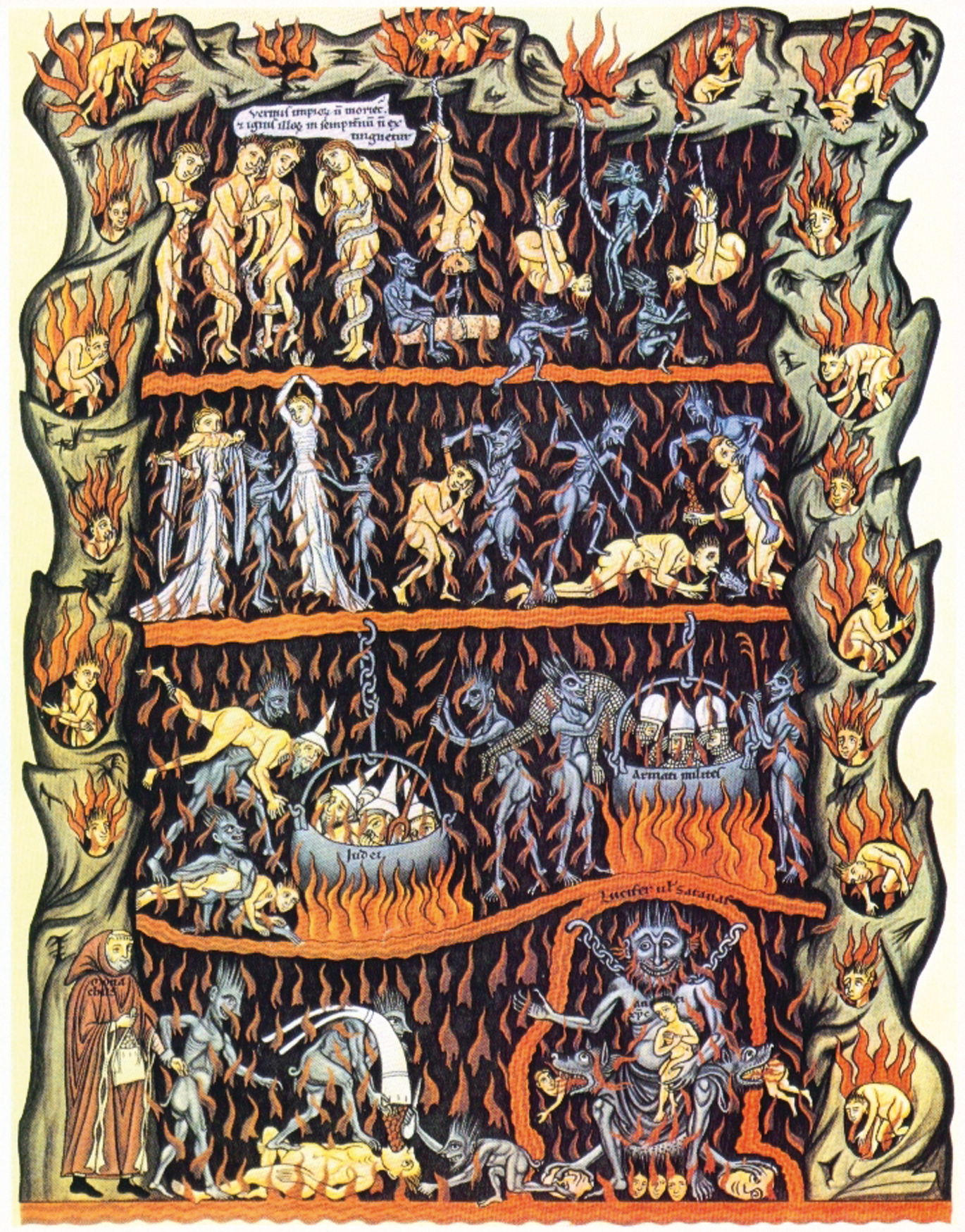
يعاني المصابون باضطراب الوسواس القهري (OCD)، من الوساوس والأفكار المتدخلة المتكرّرة، مثل التفكير بالشياطين (الصورة تبرز رسم تخيّلي لهم في الجحيم).

الوساوس وفق التعريف الطبّي هي أفكار تؤوب وتتكرّر بإلحاح واستمرار وتسيطر على الذهن رغم المحاولات الحثيثة لتجاهلها أو مواجهتها. يعاني المصابون باضطراب الوسواس القهري (OCD) من الوساوس التي تدفعهم إلى القيام بممارسات بشكل قهري يصعب مقاومته من أجل البحث عن خلاص من القلق المتولّد عن هذه الوساوس. تتفاوت درجة الوساوس الأولية والأفكار المتدخّلة من حيث درجة وضوحها بين الأفراد؛ حيث أنّ البعض قد تكون لديهِ وساوس غامضة تولّد شعوراً عاماً بالتشتّت أو التوتّر المترافق بالاعتقاد أنّ الحياة لا يمكن أن تستمرّ بشكل طبيعي مع بقاء حالة الاضطراب تلك. قد تقود الوساوس الأكثر شدّة من ذلك بالانشغال الذهني بفكرة أو صورة شخص قريب من الهلاك، أو قد تؤدّي إلى أفكار متداخّلة تؤثّر على العلاقات الحميمة في محيط المصاب. من الوساوس الأخرى التي تسيطر على أذهان المصابين باضطراب الوسواس القهري الاعتقاد بإمكانية حدوث أذىً حاصل من مسبّب غيبي (كالإله أو الشيطان) أو مسبّب مرضي وذلك للشخص المصاب بالاضطراب أو للأشخاص الذين يهمّه أمرهم. ومن الوساوس القهرية أيضاً حالة الاكتناز القهري لدى البعض، الذين يعاملون الأشياء الجامدة بارتباط عاطفي؛ أو العدّ وإحصاء الأشياء؛ وفي بعض الحالات النادرة قد يمرّ المصابون باضطراب الوسواس القهري بمشاعر وأحاسيس بوجود نتوءات غير مرئية منبعثة من أجسامهم، أو الشعور أنّ الأشياء الجوامد حيّة.
قد يصل الأمر بالوساوس في بعض الأحيان عند بعض المصابين إلى الشؤون الجنسية، بحيث تتكرّر الأفكار المتعلّقة بالممارسات الجنسية من التقبيل والعناق والمعاشرة، والتي تتجاوز في بعض الأحيان إلى التفكير بشذوذ، مثل الاغتصاب وسفاح القربى والاعتداء الجنسي على البشر بمختف أعمارهم وحتّى على الحيوانات. ما يميّز الوساوس الجنسية عن مجرّد الأفكار المتدخّلة العابرة لدى المصابين في هذه الحالة أنهم يعيرونها القدر الكبير من الاهتمام، فعلى سبيل المثال تعتري الأشخاص المصابين باضطراب OCD المخاوف الوسواسية فيما يخصّ التوجّه الجنسي لديهم، أو حتّى المحيطين بهم، وذلك على شكل أزمة في الهويّة الجنسية. بالإضافة إلى ذلك، فإنّ الشكّ الذي يصاحب اضطراب الوسواس القهري يؤدّي إلى الالتباس والاختلاط فيما يتعلّق بالتصرّفات مع الأشخاص المحيطين، ممّا يدفع إلى تعنيف الذات والاشمئزاز منها. ومن الوساوس الفكرية أيضاً استحواذ أفكار متعلّقة بالعنف ممّا يؤدّي إلى الخوف، مثل وساوس الطعن بالسكين أو الرمي بالرصاص أو إصابة الأشخاص أثناء قيادة السيّارة. كما يعلم المصابون باضطراب الوسواس القهري أنّ الأفكار والممارسات التي يقومون بها غير منطقيّة، لكنّهم لا يستطيعون مقاومتها والتخلّص منها.

#### الوساوس التكوينية
أحياناً ما يبدو اضطراب الوسواس القهري أقلّ حدّة وذلك من غير حدوث وساوس قاهرة جهاراً. تدعى هذه الوساوس غير القاهرة بالوساوس البدائية أو الأوّلية أو الوساوس الصرفة، وهي التي تميّز الحالات في اضطراب OCD إلى مدى يصل في بعض التقديرات إلى حوالي 50% إلى 60% منها. على الرغم من ذلك، فإنّ هذه الوساوس غير القاهرة منهكة ومتعبة، وخاصّة إذا كانت مصحوبة بالقلق والخوف من الأذى أو الخطر المحيق المميت بالشخص نفسه أو من حوله.
على الرغم من عدم الحاجة إلى الإتيان بممارسات قاهرة علانية، إلّا أنّ الأشخاص المصابين بهذا النوع من الوساوس قد يمارسون طقوساً معينة خفاءً، أو قد يشعرون بضرورة تجنّبهم للمواقف التي قد تسمح للأفكار المتدخّلة أن تبرز. كنتيجة لهذا التجنّب قد يكابد هؤلاء الأشخاص العناء بشكل كبير من أجل محاولة ملء أدوارهم الاجتماعية على الصعيد العام والخاص، حتى وإن كانت هذه الأدوار ذات أهمّية كبيرة لهم في الماضي.

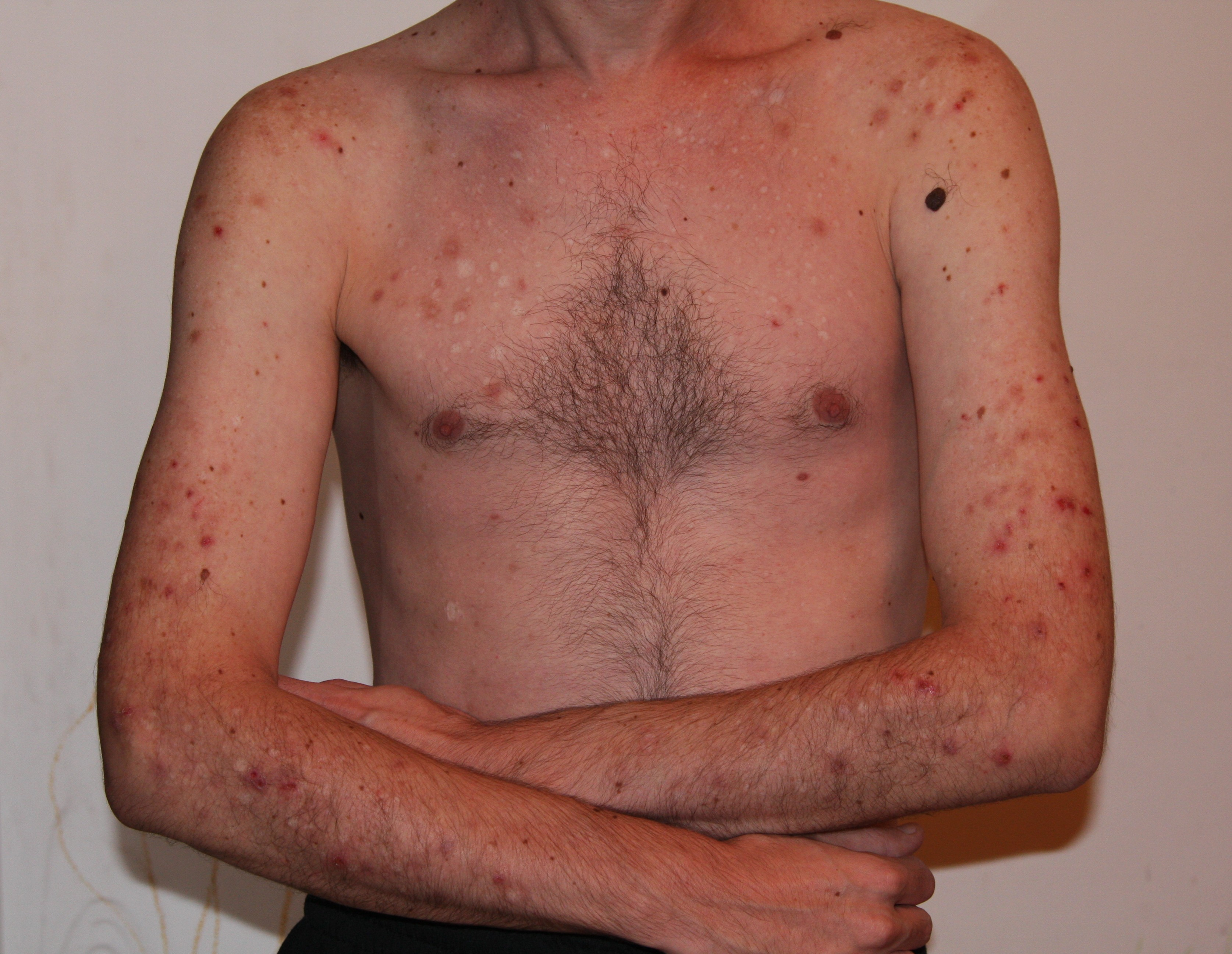
يعد التسحّج العصبي (أو اضطراب كشط الجلد) من العادات القاهرة.

#### الوساوس القهرية الدينية
من أشكال الوساوس القهرية أيضاً الوساوس المتعلّقة بالأمور الغيبية والدينية، ويتمثّل ذلك بظهور أفكار دخيلة تتعلّق بالعقيدة على هيئة تشكيك إيماني، وقد تقترن بممارسات سلوكية متعلّقة بالعبادات مثل تكرار الوضوء والإعادة المتكرّرة للصلاة عند المسلمين. بالتالي يمكن تقسيم أعراض الوسواس القهري الديني إلى وساوس العبادات (مثل الطهارة والصلاة والصيام وغيرها)، والوساوس التعمّقية (مثل التعمّق في الأسئلة الفقهية) ووساوس دينية أخرى (مثل الوساوس الكفرية ووساوس لفظة الطلاق ووساوس العين والحسد وغيرها).
تجدر الإشارة إلى أنّ مفهوم الوساوس في هذا الاضطراب النفسي يختلف عن مفهوم الوسواس الديني المنسوبة وفقاً للاعتقاد إلى الشياطين أو الجن مثلاً.

### العادات القاهرة
يقوم بعض المصابين باضطراب الوسواس القهري بممارسة عادات وطقوس قاهرة لأنّهم يشعرون وبشكل غير قابل للتوضيح أنّ عليهم القيام بذلك، في حين أنّ البعض الآخر يعمل تلك العادات القاهرة لأنّ ذلك يخفّف من حدّة القلق المصاحب لأفكار معيّنة متدخّلة على الذهن. يمكن للمصاب أن يشعر أنّ هذه التصرّفات ستقوم بشكل ما بمنع حدث مخيف من الوقوع، أو أنّها ستدفعهم للتفكير بأمر آخر غير ذلك الحدث. على أيّ حال، فإنّ التعليل الذي يقدمه المصاب حول الدوافع غالباً ما تكون لها خصوصية ذاتية بشكل كبير، أو أن تكون غير واضحة المعالم، ممّا يؤدّي إلى بؤس وانزعاج واضح للمصاب وللمحيطين به. يعتمد الناس على العادات القاهرة من أجل الهروب من الأفكار الوسواسية، رغم أنّهم يدركون أنّ الراحة الناجمة عن هذه الممارسات ما هي إلا حالة مؤقّتة، وسرعان ما تؤوب تلك الأفكار المتدخّلة على الذهن قريباً.
من أمثلة العادات القاهرة المصاحبة للاضطراب الوسواسي القهري كلّ من سحج وكشط الجلد الشديد وهوس نتف الشعر وقضم الأظافر، بالإضافة إلى الاضطرابات السلوكية القاهرة الأخرى ضمن الطيف الوسواسي القهري التي تؤثّر بشكل متكرّر على البدن. من العادات القاهرة الشائعة أيضاً الإفراط في غسل اليدين والتنظيف وفي تفقّد الأشياء (مثل قفل الباب) أو السؤال المتكرّر عن الأشخاص والاطمئنان عنهم. تختلف العادات القاهرة عن العرّات أو التشنّجات اللإرادية مثل الملامسة أو الحكّ أو التربيت؛ كما تختلف عن اضطراب الحركة التكراري مثل قدح الرأس وأرجحة البدن، والتي عادةً هي ليست بتعقيد العادات القاهرة لكنها لا تنشأ بسبب الوساوس. على الرغم من ذلك يوجد صعوبة بالتفريق بين العادات القاهرة والتشنّجات اللاإرادية المعقّدة؛ إذ أنّ التداخل والارتباط بينها يصل في بعض الأحيان إلى نسبة 40% من المصابين باضطراب الوسواس القهري.
كما ينبغي التفريق بين العادات القاهرة وبين الممارسات العادية اليومية المتكرّرة كالهوايات مثلاً، وذلك يعتمد حسب مضمون السلوك بحدّ ذاته. فعلى سبيل المثال فإنّ ترتيب أقراص الـDVD لساعات عدّة هو أمر يمكن تصوّره لشخص يعمل في متجر أقراص فيديو، ولكنه سيُنظر إليه على أنّه أمر شاذّ بخلاف ذلك، كأنّ تقوم به ربّة منزل مثلاً. بعبارة أخرى فإنّ الهوايات عادةً ما تجلب الكفاءة لحياة الأشخاص، في حين أنّ العادات القاهرة تخرب ميزانها. بالإضافة إلى القلق والخوف المصاحب لاضطراب الوسواس القهري فإنّ استنزاف الوقت أحد الأمور التي تزعج المصابين، إلى حدٍّ يصعب فيه على المرء انجاز عملهِ وأداء واجباته العائلية وأدواره الاجتماعية.
يمكن في بعض الحالات أن تؤدّي العادات القاهرة إلى انعكاسات سلبية جسدية، فعلى سبيل المثال، يعاني الأشخاص الذين يفرطون في غسل أيديهم بالصابون المعقّم للبكتريا وبالماء الساخن من احمرار بسبب التهاب الجلد.

### الأداء الذهني
يعتقد بعض المصابين باضطراب الوسواس القهري بأفكار معيّنة ويعطونها أهميّة أكبر من قدرها. يؤدّي هذا الإفراط في تقدير الأفكار إلى حدوث مشاكل وصعوبة في تطبيق أسلوب علاج التعرّض ومنع الاستجابة، بسبب امتناعهم وعدم رغبتهم في التعاون بشكل طوعي. هناك حالات بالغة الشدّة يصل فيها الأمر إلى درجة الاضطرابات الذهنية.
أكّد تحليل تلوي أجري سنة 2013 أنّ الأشخاص المصابين باضطراب الوسواس القهري لديهم عجز معرفي من مقدار متوسّط إلى واسع المدى، وخاصّة فيما يتعلّق بالذاكرة المكانية (الذاكرة المتعلّقة بالبيئة المحيطة وبالاتجاهات)، وإلى حدّ أقلّ بالذاكرة اللغوية من حيث اختيار الكلمات والألفاظ، وبالأداء التنفيذي وسرعة المعالجة، في حين أنّ الانتباه السماعي لم يتأثّر بشكل كبير. كما بيّنت دراسة أخرى أنّ المصابين باضطراب الوسواس القهري يبدون عجزاً في صياغة استراتيجيات تنظيمية لعددٍ من المهام الذهنية.

### الحالات المرافقة
يمكن أن يشخّص بعض المصابين باضطراب الوسواس القهري بحالات مرضية واضطرابات أخرى مثل الاضطراب ذو الاتجاهين (اضطراب ثنائي القطب)، أو اضطراب القلق العام، أو فقدان الشهيّة العصابي، أو اضطراب القلق الاجتماعي، أو النهام العصابي، أو متلازمة توريت، أو متلازمة أسبرجر، أو اضطراب نقص الانتباه مع فرط النشاط، أو التسحّج العصبي، أو اضطراب التشوّه الجسمي أو هوس نتف الشعر. كما وجد أنّه في بعض الحالات الفردية من الإصابة باضطراب الوسواس القهري يكون هناك إمكانية أعلى للإصابة بحالة اضطراب طور النوم المتأخّر بالمقارنة مع عامّة الناس. بالإضافة إلى ذلك فإنّ الأعراض الشديدة من اضطراب الوسواس القهري مترافقة بشكل ثابت مع عدم الشعور بالراحة في النوم بسبب عدم الانتظام ونقصان في عدد الساعات الإجمالية للنوم، بالإضافة إلى تأخّر في أوقات النوم والاستيقاظ.
يعد الاكتئاب المرضي من الحالات السائدة لدى المصابين باضطراب الوسواس القهري، ويعود تفسير ذلك إلى سيطرة وتملّك الشعور الخارج عن السيطرة عليهم. في بعض الحالات يصل الأمر إلى التفكير بالانتحار، وتصل نسبة الذين حاولوه إلى 15% من الحالات؛ مع العلم أنّ مجموع عوامل الإحباط والقلق ومحاولات الانتحار الفاشلة السابقة لديهم تزيد من خطورة تكرار محاولة الانتحار مستقبلاً.
قد تتداخل بعض أعراض اضطراب الوسواس القهري مع اضطرابات أخرى مثل اضطراب الشخصية الوسواسية، وكذلك اضطرابات طيف التوحد، بالإضافة إلى الاضطرابات المصحوبة بسلوك المداومة (مثل اضطراب نقص الانتباه مع فرط النشاط (ADHD) واضطراب الكرب التالي للصدمة النفسية (PTSD) والاضطرابات الجسدية ومشاكل العادات).

## الأسباب
لا يوجد سبب واحد محدّد لمرض اضطراب الوسواس القهري؛ ولكن يُعتقد أنّ العوامل الجينية (الوراثية) والبيئية المحيطة تلعب دوراً في التسبّب به، وما يزيد من احتمالية الإصابة به وجود سجلّ من إساءة المعاملة في مرحلة الطفولة، أو العوامل الأخرى المسبّبة للتوتّر. بالإضافة إلى ذلك هناك عدد كبير من الدراسات يربط بين الوظائف الحيوية للدماغ وبين سلوك الوسواس القهري.

### العوامل الوراثية
أظهرت بعض الدراسات وجود بعض المكوّنات الوراثية (الجينيّة) المتأثّرة والمرتبطة باضطراب الوسواس القهري وذلك في التوائم الحقيقية بشكل أكبر من التوائم غير الحقيقية. كما أنّ الأفراد المصابين باضطراب الوسواس القهري غالباً ما يكون لديهم واحد من أفراد العائلة من الرتبة الأولى مصاباً بنفس الاضطراب، وعندما يتطوّر الاضطراب في الصغر، فإنّه غالباً ما يكون بسبب عائلي أكبر منه عند تطوّره عند البالغين. على العموم، يعزى حوالي 45-65% من حالات الإصابة باضطراب الوسواس القهري عند الأطفال إلى عوامل وراثية جينيّة. وهذا ما أثبتته أدلّة دعمت احتمالية وجود استعداد متوارث في النمو العصبي الداعم لحدوث الاضطراب. كما عُثر على وجود ترابط بين اضطراب الوسواس القهري مع وجود طفرة في الجين المسؤول عن نقل السيروتونين (hSERT) وذلك في عيّنة عائلات لا قربى بينها.
وفق اعتبار آخر حسب علم النفس التطوّري فإنّ الأشكال المعتدلة من السلوك القهري ربما كان لها إيجابيات تطوّرية؛ ومن أمثلة ذلك المتابعة المستمرّة للنظافة وتكديس الطعام وتفقّد الموقد والاحتراس من اقتراب الأعداء. بالتالي فإن الاضطراب الوسواسي القهري يمكن أن يكون الطرف الأقصى الإحصائي لهذه السلوكيّات والناشئ عن «تكدّس» لجينات مهيّئة لهذا الأمر.

### البيئة المحيطة
في رأي مثير للجدل اقترحت فرضية  وجود علاقة بين بداية واستهلال الاضطراب الوسواسي القهري عند الأطفال والبالغين مع متلازمة مرتبطة بعدوى من البكتريا العقدية المقيّحة تعرف اختصاراً باسم باندز (بانداس).

### الوظائف الحيوية
أظهر التصوير العصبي الوظيفي لدماغ المصابين باضطراب الوسواس القهري أثناء ظهور الأعراض عليهم وجود نشاط غير طبيعي في منطقة القشرة الجبهية الحجاجية، وفي الجانب الأيسر الظهراني الجانبي للقشرة أمام الجبهية، وفي الجانب الأيمن من القشرة أمام الحركية، وفي الجانب الأيسر من تلافيف الفصّ الصدغي العلوي، وفي الكرة الشاحبة الخارجية وفي منطقة الحصين والجانب الأيمن من المعقف. كما لوحظ وجود فرط في النشاط في الجانب الأيسر من النواة الذنبية، وفي التلفيف الحزامي الخلفي. إلّا أنّ تحليلاً تلوياً يعود إلى سنة 2004 بيّن أنّ المناطق التي يحدث فيها تكرار لفرط النشاط بشكل ثابت لدى المصابين باضطراب الوسواس القهري في الدماغ هي الفصوص المدارية ورأس النواة الذنبية؛ أمّا باقي المناطق فكانت البيانات فيها متفاوتة ومتباينة. بالإضافة إلى ذلك لوحظ وجود تشابه وترابط في آليات نظام المسار العصبي بين اضطراب الوسواس القهري واضطراب نقص الانتباه مع فرط النشاط، حيث يكمن التشابه في الاختلال الوظيفي في منطقة القشرة الحزامية الأمامية والقشرة أمام الجبهية، بالإضافة إلى نواقص مشتركة في الوظائف التنفيذية، كما لوحظ وجود صغر في حجم الجانب الظهراني الجانبي للقشرة أمام الجبهية.
بسبب الطيف الواسع غير المتجانس من أعراض اضطراب الوسواس القهري برزت الضرورة لإجراء دراسات تميّز بين تلك الأعراض وعلاقتها بالنشاط العصبي في الدماغ. فوجدت دراسة وجود علاقة بين فرط النشاط في منطقة النواة الذنبية والقشرة الحزامية الأمامية مع العادات القاهرة في التفقّد؛ في حين أنّ هناك ارتباطاً بين فرط النشاط في المناطق القشرية ومناطق المخيخ في الدماغ مع الأعراض المتعلقة بالتلوّث. أمّا الأفكار المتدخّلة على الذهن فيتعلّق النشاط الدماغي فيها حسب مضمون الفكرة؛ فإن كانت عدوانية في مواجهة الأفكار الممنوعة والمحرّمة اجتماعياً، لوحظ نشاط في الترابط العصبي بين اللوزة الدماغية والجسم المخطّط والجانب البطني الأنسي من القشرة أمام الجبهية؛ في حين أنّ الأفكار المتدخّلة ذات المضمون الجنسي/الديني فهناك ترابط عصبي بين الجسم المخطّط والفص الجزيري. كما أظهرت دراسة وجود علاقة بين الطفرات في الجسم المخطّط، ذي الصلة بوضع الخطط والمبادرة بالقيام بالأفعال، مع ظهور سلوك مشابه لاضطراب الوسواس القهري لدى الفئران. وفي دراسة متعلّقة على الفئران وُجدت علاقة بين فقدان بروتين Sapap3 وبين السلوك المشابه لاضطراب الوسواس القهري عند البشر. يظهر المصابون بمرض اضطراب الوسواس القهري أحجاماً أكبر للمادّة الرمادية في النواة العدسية ثنائية الجانب، وذلك بشكل ممتدّ إلى النواة الذنبية، مقابل تناقص في أحجام المادّة الرمادية في التلافيف المتوسّطة الأمامية وتلافيف الحزامية الأمامية ثنائية الجانب. تعدّ هذه الاكتشافات مغايرة لما عليهِ الحال في توزّع المادّة الرمادية لدى المصابين باضطرابات قلق أخرى.
اعتماداً على ملاحظة فعّالية تأثير مضادات الاكتئاب في الاضطراب الوسواسي القهري صيغت فرضية السيروتونين المتعلّقة بهذا الاضطراب. هناك رأيان في هذا الخصوص، رأي مناهض ورأي داعم للفرضية. يعتمد الرأي المناهض على وجود تحدّيات مصاحبة لاستخدام مركّبات طليعيّة مولّدة للسيروتونين، بالإضافة إلى أنّ الدراسات التي استخدمت الواسمات المحيطية للسيروتونين أعطت نتائج متضاربة وغير متناسقة، بما في ذلك الدليل الذي يشير إلى فرط النشاط الجذري لنظام السيروتونين في الجسم. على الرغم من ذلك، توجد آراء أخرى تتبنّى أدلّة تشير إلى وجود خلل في أداء نظام السيروتونين لدى المصابين باضطراب الوسواس القهري. إنّ فرط نشاط منطقة القشرة الجبهية الحجاجية في الدماغ أصبح أخفّ حدّة لدى الناس الذين استجابوا بنجاح للعلاج بمثبّطات استرداد السيروتونين الانتقائية (SSRI)، وهي نتيجة يعتقد أنّها ذات صلة بارتفاع تحفيز مستقبلات السيروتونين 5-HT2A و5-HT2C. هناك عوامل أخرى يعتقد أنّها ذات علاقة معقّدة بهذا الاضطراب منها مستويات الدوبامين؛ إذ أنّ تناقص فعّالية ناقل الدوبامين أمر ملاحظ لدى المصابين، بالإضافة إلى وجود مستويات متدنّية من مستقبلات الدوبامين D2 الرابطة في الجسم المخطّط. بالإضافة إلى الدور الذي يلعبه اختلال النقل العصبي للغلوتامات، خاصّة مع فعّالية بعض العقاقير الغلوتاماتية مثل ريلوزول لدى مرضى اضطراب الوسواس القهري.

## التشخيص
يُشخّص اضطراب الوسواس القهري عادةً من النفسانيين أو الأطباء النفسيين أو المؤهّلين المرخّصين في مجال الطب النفسي. وفق الدليل التشخيصي والإحصائي للاضطرابات النفسية (DSM) تشخّص الإصابة باضطراب الوسواس القهري عندما يبدي المرء الوساوس أو العادات القاهرة (القواهر) أو كليهما؛ وخاصّة عندما تحمل هذه الوساوس أو القواهر سمة مرضية. من أمثلة هذه الظواهر وفق دليل DSM الهجوم المتوالي والمتكرّر للأفكار أو النزوات أو الصور والتي تؤدّي إلى تخييم شعور بالقلق أو بالكرب، وذلك بشكل مغاير لما يواجهه المرء عادةً عند حدوث مشاكل في حياته. قد يتمكّن المرء المتوازن عادة من تجاهل أو مقاومة مثل هذه الأفكار أو العادات القاهرة، أو أن يستطيع أن يكبح من جماحها بأفكار أو تصرّفات معاكسة، بشكل يتيح له تمييز هذه القواهر على أنها غريبة أو غير منطقية. بالتالي يكون للوساوس والقواهر سمة مرضية عندما يرافق عدم الاستجابة لها شعور بالكرب والضغط النفسي والقلق. بالإضافة إلى ذلك فإنّ هذه الوساوس والقواهر يجب أن تكون مستهلكة للوقت، ممّا يؤدّي إلى خلل في حياة الشخص على الصعيد الاجتماعي أو المهني.
من المفيد إجراء تقييم كمّي لمدى شدّة أعراض اضطراب الوسواس القهري قبل وأثناء العلاج. فبالإضافة إلى التقدير الشخصي للوقت المستنزف يومياً لإخفاء الوساوس والعادات القاهرة كأفكار أو كسلوك، فإنّه يمكن استخدام أدوات لقياس حالة المصابين بالاضطراب. من هذه الأدوات مقياس ييل-براون الوسواسي القهري (Y-BOCS)، ممّا يسهّل على الاستشاريين النفسيين تقدير ومعالجة الحالة. يوضع اضطراب الوسواس القهري في بعض الأحيان مع مجموعة من الاضطرابات تعرف باسم «الطيف الوسواسي القهري».

### التشخيص التفريقي
عادة ما يتداخل تشخيص اضطراب الوسواس القهري مع حالة اضطراب الشخصية الوسواسية (OCPD). إنّ حالة اضطراب الوسواس القهري غير منسجمة أو غير متناغمة مع الأنا، أي أنّ هذا الاضطراب لا يتوافق مع مفهوم الذات للشخص الذي يعاني منه؛ ولذلك يعاني الأشخاص المصابون بالاضطرابات غير المنسجمة مع ذاتهم بالكرب المصاحب لها. بالمقابل، فإنّ اضطراب الشخصية الوسواسية منسجم مع أنا المصاب، بدليل تقبّله للسلوكيات والخواص المميّزة الظاهرة للعلن كنتيجة لذلك، وهي متوافقة مع صورة الذات لديه، أو أنّها بشكل آخر ملائمة أو صحيحة أو منطقية. لذلك فإنّ المصابين باضطراب الوسواس القهري مدركون أن سلوكياتهم غير منطقية، وهم غير سعداء لوجود قواهر في حياتهم، ولكنهم يشعرون بالعجز حيالها. أمّا أصحاب اضطراب الشخصية الوسواسية فهم لا يشعرون بوجود أي شيء غير طبيعي، بل هم على أهبة الاستعداد لشرح تصرفاتهم وتبريرها على أنّها منطقية، ممّا يصعّب من مهمّة إقناعهم عكس ذلك، بل قد تعتريهم السعادة واللذّة من ممارسة تلك الوساوس والعادات القاهرة.

## إدارة العلاج
يعدّ العلاج السلوكي المعرفي (CBT) واستخدام العقاقير نفسانية التأثير إحدى أولى الوسائل لعلاج اضطراب الوسواس القهري. يمكن لوسائل العلاج النفسي الأخرى مثل الوسائل الديناميكية والتحليلية النفسية أن تساعد في إدارة علاج بعض جوانب الاضطراب، إلّا أنّ الجمعية الأمريكية للأطباء النفسيين كانت قد أبدت ملاحظتها سنة 2007 عن نقص دراسات علمية ضابطة ذات فعالية في التعامل مع الأعراض الجوهرية لاضطراب الوسواس القهري.
من المهمّ أيضاً اطلاع محيط المريض من الأهل والأصدقاء وتعريفهم بالمرض وكيفية علاجه والأسلوب الصحيح للتعامل مع المريض، ممّا يخفّف في النهاية من حدّة المواجهة مع الحالة.

### العلاج النفسي

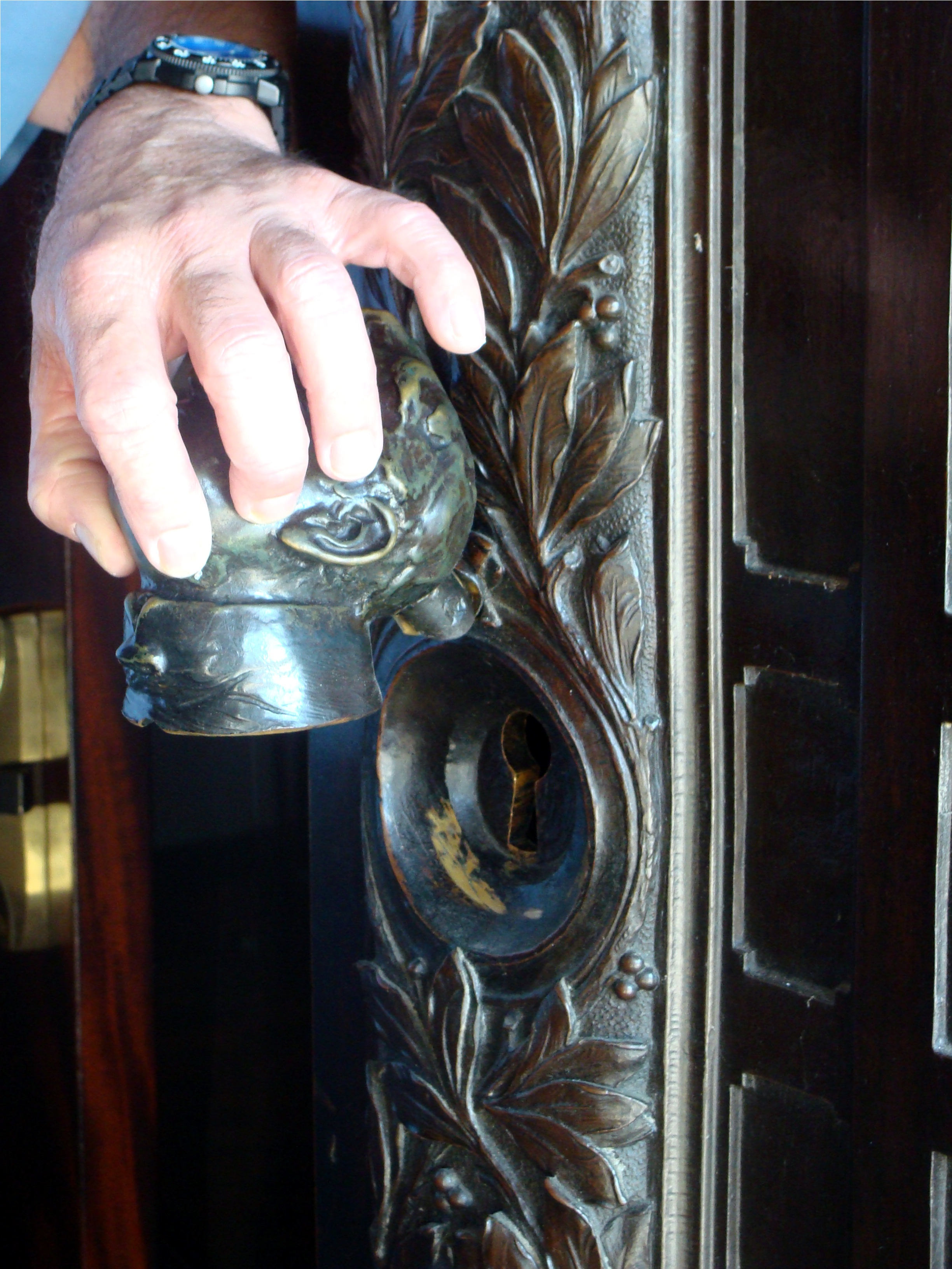
من وسائل العلاج استخدام أسلوب التعرّض ومنع الاستجابة، وذلك مثلاً بتفحّص قفل الباب مرّة واحدة ثم المغادرة.

يعد أسلوب العلاج بالتعرّض من وسائل العلاج النفسي لاضطراب الوسواس القهري، وخاصّة طريقة التعرّض ومنع الاستجابة، والتي تتضمّن تعليم الشخص أن يكون بتماس مباشر عمداً مع المواقف التي تولّد الأفكار القاهرة والمخاوف من غير أن تدفعه إلى القيام بالعادات القاهرة المقترنة مع الوساوس، وذلك بشكل تدريجي إلى أن يتمكّن من تحمّل الانزعاج والقلق جرّاء عدم ممارسة ذلك السلوك الطقوسي. على سبيل المثال، في حالة شخص لديه وسواس قهري يخصّ أمر نظافة البيئة المحيطة، يدعى الشخص أولاً إلى أن يمسّ غرضاً «متوسّط التلوث» (مثل منديل كان قد لمس منديلاً آخر كان على تماس مع نكّاشة أسنان كانت على تماس مع كتاب أتى من مكان «ملوّث» مثل المدرسة). تكون العملية بحدّ ذاتها حينئذٍ تعريضاً، أمّا منع الاستجابة فيكون بحثّه على عدم غسل يديه في تلك الحالة. كمثال آخر يكون فرضاً بترك المنزل وتفقّد القفل لمرّة واحدة (التعرّض) وذلك من غير العودة والتفحّص لمرّة ثانية (منع الاستجابة). بذلك يتعوّد الشخص بشكل سريع نسبياً على المواقف المولّدة للقلق ويكتشف كيف أن مستويات القلق ستنخفض بشكل كبير، وربّما تصل الأمور معهم بأريحية إلى أن يلمسوا شيئاً أو غرضاً «شديد التلوث» أو أن لا يتفقدوا قفل الباب بالمرّة.
يعّد هذا الأسلوب في العلاج ناجحاً لاضطراب الوسواس القهري في كثير من الحالات؛ إلّا أن بعض الباحثين شكّكوا بهِ وانتقدوا جودة الدراسات الداعمة له. حيث يشير البعض إلى ضرورة مزاوجة العلاج النفسي مع العلاج بالعقاقير النفسية التأثير، على الرغم من دراسات راهنة لاحظت عدم وجود فرق في نتيجة علاج الأشخاص المصابين بالوسواس القهري إن كان بمزاوجة استخدام العقاقير مع العلاج السلوكي المعرفي أو باستخدام الأخير وحده.

### العلاج الدوائي

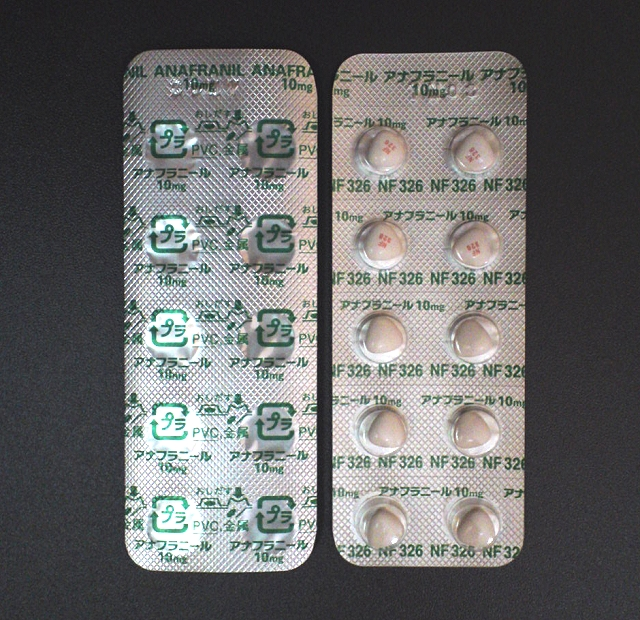
أقراص دوائية من عقار كلوميبرامين مغلّفة تحت الاسم التجاري «أنافرانيل Anafranil».

من المفضّل مزاوجة العلاجين النفسي والدوائي لمعالجة اضطراب الوسواس القهري، لذلك تأتي مثبّطات استرداد السيروتونين الانتقائية كأسلوب علاج في الرتبة الثانية بالنسبة للبالغين المصابين بالاضطراب ذي الشدة المتوسّطة، في حين أنّها تأتي في المرتبة الأولى في الحالات الشديدة؛ أمّا بالنسبة للأطفال فيأتي العلاج بالعقاقير في المرتبة الثانية سواء أكانت الحالة متوسّطة أو شديدة الأثر، مع ضرورة المراقبة اللصيقة لأيّ آثار جانبية نفسانية.
إنّ أكثر العقاقير الدوائية المستخدمة في علاج اضطراب الوسواس القهري هي مثبّطات استرداد السيروتونين الانتقائية. ومن الأدوية ذات الفعالية أيضاً عقار كلوميبرامين، والذي ينتمي إلى فئة مضادات الاكتئاب ثلاثية الحلقات، إلّا أن له معدّلاً مرتفع نسبياً من الآثار الجانبية. تبدي مثبّطات استرداد السيروتونين الانتقائية نجاعة في علاج اضطراب الوسواس القهري، إذ أنّ نسبة الأشخاص المستجيبين للعلاج بها تبلغ حوالي ضعفي نسبة الأشخاص المعالجين بالغفل (بلاسيبو). يبرز أثر هذه النجاعة في كل من محاولات العلاج المستمرّة قصيرة الأمد (من 6 أسابيع إلى 24 أسبوع)، وبعد إيقاف الجرعات بعد فترة علاج طويلة (من 28 إلى 52 أسبوع).
أوصى المعهد الوطني للصحّة وتفوّق الرعاية سنة 2006 باستخدام مضادات الذهان مع المصابين الذين لم يبدوا استجابة لمثبّطات استرداد السيروتونين الانتقائية. أمّا بالنسبة لمضادات الذهان غير النمطية فكانت الدلائل بدائية وغير نهائية بالنسبة لكل من ريسبيريدون وكويتيابين، ولكنّها كانت غير كافية بالنسبة لعقار أولانزابين. وجدت مقالة مراجعة علمية نشرت سنة 2014 دراستين أشارتا أن عقار أريبيبرازول كان فعّالاً على المدى القصير، كما أبرزت وجود أثر ضئيل لعقار ريسبيريدون وللمضادات غير النمطية للذهان عموماً على المدى القصير، في حين أنّها لم تجد أي أثر لعقار كويتيابين أو أولانزابين بالمقارنة مع الغفل. على العموم يمكن أن تستخدم المضادات غير النمطية للذهان كأدوية مرافقة للعلاج، إلّا أنّ لها آثار جانبية تحدّ من استخدامها، بالإضافة إلى أنها عديمة التأثير في حال استخدامها بمفردها. اقترحت الجمعية الأمريكية للأطباء النفسيين في منشور إرشادي إمكانية استخدام ديكستروامفيتامين لعلاج اضطراب الوسواس القهري بعد نتائج دراسات داعمة له.

### طرق علاجية أخرى
من الطرق العلاجية لاضطراب الوسواس القهري استخدام أسلوب المعالجة بالتخليج الكهربائي (ECT)، والذي أبدى نجاحه في بعض الحالات شديدة الأثر وفي الانتكاسات. تعد الجراحة النفسية الملاذ الأخير في بعض الحالات المستعصية على العلاج لدى الأشخاص الذين لا يظهرون تطوّراً مع وسائل العلاج الأخرى. ففي هذه العملية يجرى تدخّل جراحي من أجل إحداث تغيير في بنية الأنسجة في الدماغ، وخاصّة في منطقة التلفيف الحزامي؛ وبيّنت دراسة أنّ حوالي 30% من الخاضعين لهذا النوع من العمليات قد استفادوا بشكل كبير منه. من خيارات التدخل الجراحي أيضاً كل من أسلوبي التحفيز العميق للدماغ وتحفيز العصب المبهم، واللذان لا يتطلبا إجراء أي تغيير أو عطب لأنسجة الدماغ البشري. أجازت إدارة الغذاء والدواء الأمريكية استخدام أسلوب التحفيز العميق للدماغ لعلاج اضطراب الوسواس القهري ولكن بشرط إجراء العملية في مستشفى وبوجود أخصّائي مؤهّل. توصي الهيئات الطبية والنفسية أن يكون العمل الجراحي آخر أسلوب متّبع في علاج اضطراب الوسواس القهري، وذلك بعد استنفاد كافّة المحاولات العلاجية النفسية والدوائية وذلك لعدّة مرات على مدى عدّة أشهر.

### الأطفال
تعدّ وسائل العلاج النفسي ذات نجاعة في التخفيف من السلوك الوسواسي القهري عند الأطفال والمراهقين؛ وكما هو الحال مع البالغين المصابين بالاضطراب الوسواسي القهري فإنّ العلاج السلوكي المعرفي (CBT) هو أحد تلك الوسائل التي برهنت على نجاعتها عند تطبيقها كوسيلة علاجية أولى على الأطفال. على الرغم من أنّ أسباب اضطراب الوسواس القهري لدى المصابين من الفئات العمرية الصغيرة قد يعود لاختلالات وظيفية في الدماغ أو لانشغالات نفسية، إلّا أنّ التوتّر النفسي الحياتي والمعيشي الناشئ عن حالات وفاة مهولة قد يساهم في نشوء هذا الاضطراب، ممّا يعني بالتالي أنّ معرفة هذه المؤثّرات المسبّبة للتوتر النفسي قد يسهم بشكل كبير في العلاج. من المستحسن والمفضّل إشراك الأهل من حيث مراقبة التصرّفات والتقرير عن الحالات أثناء العلاج، إذ أنّ ذلك يرفع من معدّل نجاحه. في تحليل تلوي لإحدى حالات معالجة اضطراب الوسواس القهري لدى الأطفال تبيّن أنّ العلاج المعرفي السلوكي المركّز على دور العائلة قد كان ناجعاً بشكل كافٍ يؤهلّه كأحد أبرز وسائل العلاج النفسي الاجتماعي عند الأطفال والناشئة. قد يستغرق العلاج سنة أو سنتين، ولكن يتعلّم الطفل بعدها طبيعة العادة القاهرة التي استملكته، ويصبح قادراً على تطبيق استراتيجيات مكتسبة من أجل التأقلم معها، من بينها توسيع دائرة الأصدقاء، والتخفيف من حدّة الخجل، والتقليل من لوم النفس.

## المآل
إنّ مآل اضطراب الوسواس القهري هو التقليل بشكل كبير من الأعراض لدى المصابين بعد تطبيق وسائل العلاج المختلفة سواء النفسية منها (بالعلاج السلوكي (المعرفي) أو الدوائية. وفي كثير من الحالات يكون مآل اضطراب الوسواس القهري جيّداً بعد معالجته، حيث إنّ الكثير من الأشخاص المصابين بهذا الاضطراب يتعافون في نهاية الأمر، أو إنّ شدّة الأعراض التي يعانون منها تنخفض بحيث يتمكّن الشخص من الاستمتاع بنوعيّة حياة جيّدة. على الرغم من ذلك، فإنّه في بعض الأحيان يمكن لبعض الأعراض أن تبقى ظاهرة بمستوىً متوسّط الشدّة حتّى بعد جلسات علاج مطوّلة؛ حيث أنّ التخلّص التامّ من تلك الأعراض على الإطلاق أمر غير شائع الحدوث.

## انتشار المرض

تقديرات معدّل الإصابة باضطراب الوسواس القهري من بين كلّ 100 ألف نسمة لبيانات أخذت سنة 2004 ومقيّسة عمرياً وفق سنوات العمر المصححة باحتساب العجز.
لا بيانات
<45
45–52.5
52.5–60
60–67.5
67.5–75
75–82.5
82.5–90
90–97.5
97.5–105
105–112.5
112.5–120
>120

يصيب اضطراب الوسواس القهري حوالي 2.3% من الناس في مرحلة معيّنة من حياتهم؛ في حين أنّ المعدّل يكون 1.2% في سنّ محدّد، وهو اضطراب منتشر في كافّة أرجاء العالم. من غير المعتاد أن تبدأ الإصابة بهذا الاضطراب بعد سنّ الخامسة والثلاثين؛ في حين أنّ نصف المصابين كانت قد تطوّرت الحالة معهم قبل سن العشرين. لا يوجد تفريق في نمط الجنس لدى المصابين بهذا الاضطراب، إذ أنّ معدّل الإصابة متساوية تقريباً بين الجنسين.

## التاريخ
كان الناس في أوروبا بين القرنين الرابع عشر والسادس عشر للميلاد يعتقدون أنّ الأشخاص الذين تكون لديهم أفكار جنسية أو مزدرية للدين أو أيّ أفكار قاهرة أخرى فهم مستحوَذون من الشياطين. بناءً على هذا الاعتقاد فإنّ العلاج كان يهدف إلى طرد تلك الأرواح الشريرة من الشخص المستحوَذ عليه وذلك بالتعويذ.
في أوائل القرن العشرين عزا سيغموند فرويد اضطراب الوسواس القهري إلى الصراعات النفسية الداخلية اللاواعية والتي تبدو وتظهر على شكل أعراض. وصف فرويد التاريخ السريري لحالة نمطيّة من «رهاب اللمس» في كتابه الطوطم والتابو Totem und Tabu، إذ ذكر أنها تبدأ في مرحلة الطفولة المبكرة، عندما يكون للشخص رغبة عارمة في لمس غرضٍ ما، ولكن كردّ على ذلك يقوم الشخص بتطوير «منع خارجي» تجاه هذا النوع من اللمس، ولكن هذا المنع لا ينجح بالكامل في إبطال وإلغاء الرغبة في اللمس، ولكن كل ما يفعله هو أن يكبح هذه الرغبة ويجبرها على الانغراس في اللاوعي.

## المجتمع والثقافة
من بين الشخصيات الغربية المشهورة التي وثّق على أنّها كانت مصابة باضطراب الوسواس القهري الممثّل الأمريكي هاوارد هيوز؛ حيث لاحظ عليهِ أصدقاؤه مثلاً هوسه بالهندام وتجنّبه لأصغر العيوب فيها. وجرى نسخ الحالة المرضية وتمثيلها في فيلم الطيّار The Aviator، وهو فيلم من إنتاج سنة 2004 يروي سيرة حياة هيوز. يعدّ الشاعر والروائي والموسوعي الإنجليزي صمويل جونسون مثالاً آخراً على شخصيّات تاريخية معروفة شُخّصت رجعياً على أنّها كانت لديها أعراض الاضطراب الوسواسي القهري. إذ عرف عنه أنّه كانت لديه طقوس معقّدة في تخطـّي عتبة الأبواب، وكيف كان يصعد الأدراج ويهبطها وهو يعد الدرجات بشكلٍ متكرّر.
هناك عدد من الأفلام والمسلسلات التلفازية التي صوّرت اضطراب الوسواس القهري، والتي ربّما تزيد من وعي المجتمع وفهمه لأمثال تلك الاضطرابات النفسية، كما قد تقود إلى التعاطف والمساهمة في تخفيف الوطء الاجتماعي عن المصابين. من الأمثلة على ذلك فيلم أفضل ما يمكن حصوله As Good as It Gets، من إنتاج سنة 1997 وبطولة جاك نيكلسون، الذي قام بدور رجل مصاب باضطراب الوسواس القهري، وذلك بتمثيل كيف أعاق السلوك الوسواسي القهري حياته اليومية وعلاقته الشخصية والمهنية. وهناك أيضاً فيلم رجال عود الثقاب Matchstick Men من إنتاج سنة 2003 وإخراج ريدلي سكوت، والذي يمثّل رجلاً محتالاً اسمه روي (نيكولاس كيج)، والذي يكون مصاباً باضطراب الوسواس القهري؛ حيث يفتتح الفيلم بمشهد معاناة روي في منزله وهو يصارع مجموعة من الوساوس القاهرة في الترتيب والتنظيف وإعادة فتح وغلق الأبواب لعدّة مرّات. ومن أشهر أمثلة المسلسلات التلفازية في تمثيل اضطراب الوسواس القهري المسلسل الكوميدي الدرامي مونك Monk، والذي بثّت حلقاته بين سنتي 2002 و2009. حيث كان من الواضح كيف كان لدى الشخصية المحورية أدريان مونك (توني شلهوب) هوس في الترتيب وعادات قاهرة فيما يخصّ النظافة.

## الأبحاث
ترى بعض الأبحاث والدراسات أن سوء التغذية قد يكون لهُ دور في اضطراب الوسواس القهري وفي اضطرابات نفسية أخرى. اقترحت دراسة أن السكّر الطبيعي إينوزيتول قد يساهم في علاج اضطراب الوسواس القهري. في حين أنّ دراسة أخرى وجدت أن الفيتامينات والمكمّلات المعدنية قد تساعد في علاج مثل هذهِ الاضطرابات بتوفير مغذّيات ضرورية ولازمة للأداء الذهني السليم.
يمكن للأدوية المؤثّرة على مستقبلات أشباه الأفيوينيات مثل هيدروكودون وترامادول أن تخفّف من أعراض اضطراب الوسواس القهري. ولكن تناول تلك العقاقير قد يتعارض دوائياً مع مثبّطات سيتوكروم 2D6 مثل فلوكسيتين وباروكسيتين.

## اقرأ أيضاً
- خجل
- رهاب اجتماعي
- الاكتئاب عند الإنسان
- نوبة الاكتئاب الكبرى
- تسحج عصبي
- إضطراب النفضة
- اضطرابات ناجمة عن التوتر

### باللغة العربية
1. ↑  ترجمة Obsessive–compulsive disorder حسب معجم مصطلحات الطب النفسي، مركز تعريب العلوم الصحية نسخة محفوظة 15 يونيو 2017 على موقع واي باك مشين. وحسب المعجم الطبي الموحد نسخة محفوظة 15 يونيو 2017 على موقع واي باك مشين.
2. ↑  جيهان سيد بيومى القط (1436هـ/2015م). عمليات الممارسة في خدمة الفرد. كلية الخدمة الاجتماعية - جامعة حلوان. حلوان - مصر: مكتبه دار السحاب. ص. 179. {{استشهاد بكتاب}}: تحقق من التاريخ في: |سنة= (مساعدة)
3. ↑  "أعراض الوسواس القهري". موقع طبيب نفساني دوت كوم. مؤرشف من الأصل في 27 ديسمبر/ كانون الأول 2017. اطلع عليه بتاريخ 27 ديسمبر/ كانون الأول 2017. {{استشهاد ويب}}: تحقق من التاريخ في: |تاريخ الوصول= و|تاريخ أرشيف= (مساعدة)
4. ↑  "كيف يتصرّف مريض الوسواس القهري الجنسي؟". موقع صحّتي. مؤرشف من الأصل في 27 ديسمبر/ كانون الأول 2017. اطلع عليه بتاريخ 27 ديسمبر/ كانون الأول 2017. {{استشهاد ويب}}: تحقق من التاريخ في: |تاريخ الوصول= و|تاريخ أرشيف= (مساعدة)
5. ↑  "أعراض الوسواس القهري". موقع صحّتي. مؤرشف من الأصل في 27 ديسمبر/ كانون الأول 2017. اطلع عليه بتاريخ 27 ديسمبر/ كانون الأول 2017. {{استشهاد ويب}}: تحقق من التاريخ في: |تاريخ الوصول= و|تاريخ أرشيف= (مساعدة)
6. ↑  "الوسواس القهري". موقع ويب طب. مؤرشف من الأصل في 27 ديسمبر/ كانون الأول 2017. اطلع عليه بتاريخ 27 ديسمبر/ كانون الأول 2017. {{استشهاد ويب}}: تحقق من التاريخ في: |تاريخ الوصول= و|تاريخ أرشيف= (مساعدة)
7. ↑  وائل أبو هندي. "أسباب الوسواس القهري الديني". موقع مجانين، الشبكة العربية للصحة النفسية الاجتماعية. مؤرشف من الأصل في 27 ديسمبر/ كانون الأول 2017. اطلع عليه بتاريخ 27 ديسمبر/ كانون الأول 2017. {{استشهاد ويب}}: تحقق من التاريخ في: |تاريخ الوصول= و|تاريخ أرشيف= (مساعدة)
8. ↑  
"علاج الوسواس القهري". موقع صحة Se77ah. مؤرشف من الأصل في 18 يناير 2018. اطلع عليه بتاريخ 28/12/2017. {{استشهاد ويب}}: تحقق من التاريخ في: |تاريخ الوصول= (مساعدة)
9. ↑  "دواء سريع التأثير لاضطراب الوسواس القهري". ناسا بالعربي. مؤرشف من الأصل في 27 ديسمبر/ كانون الأول 2017. اطلع عليه بتاريخ 27 ديسمبر/ كانون الأول 2017. {{استشهاد ويب}}: تحقق من التاريخ في: |تاريخ الوصول= و|تاريخ أرشيف= (مساعدة)
10. ↑  "اضطراب الوسواس القهري". الجمعية السعودية لطب الأسرة والمجتمع. مؤرشف من الأصل في 27 ديسمبر/ كانون الأول 2017. اطلع عليه بتاريخ 27 ديسمبر/ كانون الأول 2017. {{استشهاد ويب}}: تحقق من التاريخ في: |تاريخ الوصول= و|تاريخ أرشيف= (مساعدة)
11. ↑  آية السيد نوفل. "الوسواس القهري.. أعراضه وطرق علاجه". موقع كل يوم معلومة طبية. {{استشهاد ويب}}: تحقق من التاريخ في: |تاريخ الوصول= و|تاريخ أرشيف= (مساعدة)، الوسيط |تاريخ الوصول بحاجة لـ |مسار= (مساعدة)، الوسيط |مسار أرشيف= بحاجة لـ |مسار= (مساعدة)، والوسيط |مسار= غير موجود أو فارع (مساعدة) [بحاجة لمراجعة المصدر]
12. ↑  "اضطراب الوسواس القهري". موقع الكلية الملكية للأطباء النفسيين. مؤرشف من الأصل في 27 ديسمبر/ كانون الأول 2017. اطلع عليه بتاريخ 27 ديسمبر/ كانون الأول 2017. {{استشهاد ويب}}: تحقق من التاريخ في: |تاريخ الوصول= و|تاريخ أرشيف= (مساعدة)
13. ↑  "الاضطراب الوسواسي القهري". موسوعة الملك عبد الله بن عبد العزيز العربية للمحتوى الصحّي. مؤرشف من الأصل في 27 ديسمبر/ كانون الأول 2017. اطلع عليه بتاريخ 27 ديسمبر/ كانون الأول 2017. {{استشهاد ويب}}: تحقق من التاريخ في: |تاريخ الوصول= و|تاريخ أرشيف= (مساعدة)
14. ↑  "اضطراب الوسواس القهري". موقع النفسي. مؤرشف من الأصل في 27 ديسمبر/ كانون الأول 2017. اطلع عليه بتاريخ 27 ديسمبر/ كانون الأول 2017. {{استشهاد ويب}}: تحقق من التاريخ في: |تاريخ الوصول= و|تاريخ أرشيف= (مساعدة)

### بلغات أجنبية
1. 1 2 3 4 5 6 7 8  The National Institute of Mental Health (NIMH) (يناير 2016). "What is Obsessive-Compulsive Disorder (OCD)?". U.S. National Institutes of Health (NIH). مؤرشف من الأصل في 2019-05-12. اطلع عليه بتاريخ 2016-07-24.
2. 1 2 3 4 5 6 7 8 9 10 11 12 13 14 15  Diagnostic and statistical manual of mental disorders : DSM-5 (ط. 5). Washington: American Psychiatric Publishing. 2013. ص. 237–242. ISBN:9780890425558.
3. ↑  Angelakis، I؛ Gooding، P؛ Tarrier، N؛ Panagioti، M (25 مارس 2015). "Suicidality in obsessive compulsive disorder (OCD): A systematic review and meta-analysis". Clinical Psychology Review. ج. 39: 1–15. DOI:10.1016/j.cpr.2015.03.002. ISSN:0272-7358. PMID:25875222.
4. 1 2 3  Fenske JN، Schwenk TL (أغسطس 2009). "Obsessive compulsive disorder: diagnosis and management". Am Fam Physician. ج. 80 ع. 3: 239–45. PMID:19621834. مؤرشف من الأصل في 2019-07-20.
5. ↑  Goodman، WK؛ Grice، DE؛ Lapidus، KA؛ Coffey، BJ (سبتمبر 2014). "Obsessive-compulsive disorder". The Psychiatric clinics of North America. ج. 37 ع. 3: 257–67. DOI:10.1016/j.psc.2014.06.004. PMID:25150561.
6. ↑  Grant JE (14 أغسطس 2014). "Clinical practice: Obsessive-compulsive disorder". The New England Journal of Medicine. ج. 371 ع. 7: 646–53. DOI:10.1056/NEJMcp1402176. PMID:25119610. مؤرشف من الأصل في 2022-05-15.
7. 1 2 3 4  Veale، D؛ Miles، S؛ Smallcombe، N؛ Ghezai، H؛ Goldacre، B؛ Hodsoll، J (29 نوفمبر 2014). "Atypical antipsychotic augmentation in SSRI treatment refractory obsessive-compulsive disorder: a systematic review and meta-analysis". BMC Psychiatry. ج. 14: 317. DOI:10.1186/s12888-014-0317-5. PMC:4262998. PMID:25432131.{{استشهاد بدورية محكمة}}:  صيانة الاستشهاد: دوي مجاني غير معلم (link)
8. ↑  Decloedt EH، Stein DJ (2010). "Current trends in drug treatment of obsessive-compulsive disorder". Neuropsychiatr Dis Treat. ج. 6: 233–42. DOI:10.2147/NDT.S3149. PMC:2877605. PMID:20520787.{{استشهاد بدورية محكمة}}:  صيانة الاستشهاد: دوي مجاني غير معلم (link)
9. ↑  Markarian Y، Larson MJ، Aldea MA، Baldwin SA، Good D، Berkeljon A، Murphy TK، Storch EA، McKay D (فبراير 2010). "Multiple pathways to functional impairment in obsessive-compulsive disorder". Clin Psychol Rev. ج. 30 ع. 1: 78–88. DOI:10.1016/j.cpr.2009.09.005. PMID:19853982. مؤرشف من الأصل في 2022-07-03.
10. ↑  Baer (2001), p. 33, 78
11. ↑  Baer (2001), p. xiv.
12. ↑  Doron G، Szepsenwol O، Karp E، Gal N (2013). "Obsessing About Intimate-Relationships: Testing the Double Relationship-Vulnerability Hypothesis". Journal of Behavior Therapy and Experimental Psychiatry. ج. 44 ع. 4: 433–440. DOI:10.1016/j.jbtep.2013.05.003. PMID:23792752.
13. ↑  Mash, E. J., & Wolfe, D. A. (2005). Abnormal child psychology (3rd ed.). Belmont, CA: The Thomson Corporation, p. 197.
14. 1 2  Osgood-Hynes, Deborah. Thinking Bad Thoughts (PDF). MGH/McLean OCD Institute, Belmont, MA, published by the OCD Foundation, Milford, CT. Retrieved on 30 December 2006. [وصلة مكسورة] Uploaded/OCD - Thinking Bad Thoughts.pdf نسخة محفوظة 20 أكتوبر 2016 على موقع واي باك مشين.
15. ↑  Steven Phillipson I Think It Moved Center for Cognitive-Behavioral Psychotherapy, OCDOnline.com. Retrieved on 14 May 2009. نسخة محفوظة 19 أكتوبر 2016 على موقع واي باك مشين.
16. ↑  Mark-Ameen Johnson, I'm Gay and You're Not : Understanding Homosexuality Fears brainphysics.com. Retrieved on 14 May 2009. نسخة محفوظة 04 يوليو 2017 على موقع واي باك مشين.
17. ↑  Freeston M، Ladouceur R (2003). "What do patients do with their obsessive thoughts?". Behaviour Research and Therapy. ج. 35 ع. 4: 335–348. DOI:10.1016/S0005-7967(96)00094-0.
18. 1 2 3  Hyman, B. M., & Pedrick, C. (2005). The OCD workbook: Your guide to breaking free from obsessive–compulsive disorder (2nd ed.). Oakland, California: New Harbinger Publications, pp. 125–126. نسخة محفوظة 02 مايو 2016 على موقع واي باك مشين.
19. ↑  Weisman M.M.؛ Bland R.C.؛ Canino G.J.؛ Greenwald S.؛ Hwu H.G.؛ Lee C.K.؛ وآخرون (1994). "The cross national epidemiology of obsessive–compulsive disorder". Journal of Clinical Psychiatry. ج. 55: 5–10.
20. 1 2  Hyman, Bruce and Troy DeFrene. Coping with OCD. 2008. New Harbinger Publications.
21. ↑  Highlights of Changes from DSM-IV-TR to DSM-5 (PDF)، American Psychiatric Association، 2013، ص. 7، مؤرشف من الأصل (PDF) في 2016-11-20، اطلع عليه بتاريخ 2016-04-12
22. ↑  Boyd MA (2007). Psychiatric Nursing. Lippincott Williams & Wilkins. ص. 418. ISBN:0-397-55178-9. مؤرشف من الأصل في 2020-03-08. {{استشهاد بكتاب}}: |archive-date= / |archive-url= timestamp mismatch (مساعدة)
23. ↑  Storch؛ وآخرون (2008)، "Obsessive-compulsive disorder in youth with and without a chronic tic disorder"، Depression and Anxiety، ج. 25، ص. 761–767، DOI:10.1002/da.20304، PMID:17345600، مؤرشف من الأصل في 2017-03-02
24. ↑  Conelea؛ وآخرون (2014)، "Tic-related obsessive-compulsive disorder (OCD): phenomenology and treatment outcome in the Pediatric OCD Treatment Study II"، Journal of the American Academy of Child & Adolescent Psychiatry، ج. 53، ص. 1308–16، DOI:10.1016/j.jaac.2014.09.014، PMC:4254546، PMID:25457929
25. ↑  "Obsessive-Compulsive Disorder, (2005)". مؤرشف من الأصل في 2020-05-14. اطلع عليه بتاريخ 2009-12-15.
26. ↑  "Hygiene of the Skin: When Is Clean Too Clean? Subtopic: "Skin Barrier Properties and Effect of Hand Hygiene Practices", Paragraph 5". مؤرشف من الأصل في 2011-09-03. اطلع عليه بتاريخ 2009-03-26.
27. ↑  O'Dwyer, Anne-Marie Carter, Obsessive–compulsive disorder and delusions revisited, The British Journal of Psychiatry (2000) 176: 281–284
28. ↑  Shin NY، Lee TY، Kim E، Kwon JS (19 يوليو 2013). "Cognitive functioning in obsessive-compulsive disorder: a meta-analysis". Psychological Medicine. ج. 44: 1–10. DOI:10.1017/S0033291713001803. PMID:23866289.
29. ↑  Çetinay Aydın P، Güleç Öyekçin D (2013). "Cognitive functions in patients with obsessive compulsive disorder". Turk psikiyatri dergisi (Turkish journal of psychiatry). ج. 24 ع. 4: 266–74. DOI:10.5080/u7172. PMID:24310094.
30. ↑  Chen YW، Dilsaver SC (1995). "Comorbidity for obsessive-compulsive disorder in bipolar and unipolar disorders". Psychiatry Research. ج. 59 ع. 1–2: 57–64. DOI:10.1016/0165-1781(95)02752-1. PMID:8771221.
31. ↑  Mansueto CS, Keuler DJ (2005). "Behavior Modification 2005-09: Vol 29 Iss 5". Behavior Modification (بالإنجليزية). 29 (5): 784–99. DOI:10.1177/0145445505279261. PMID:16046664. Archived from the original on 2022-07-03. Retrieved 2022-07-02.
32. ↑  "OCD and Tourette Syndrome: Re-examining the Relationship". International OCD Foundation. مؤرشف من الأصل في 2014-07-01. اطلع عليه بتاريخ 2013-10-30.
33. ↑  Turner J، Drummond LM، Mukhopadhyay S، Ghodse H، White S، Pillay A، Fineberg NA (يونيو 2007). "A prospective study of delayed sleep phase syndrome in patients with severe resistant obsessive–compulsive disorder". World Psychiatry. ج. 6 ع. 2: 108–111. PMC:2219909. PMID:18235868.
34. ↑  Paterson JL، Reynolds AC، Ferguson SA، Dawson D (2013). "Sleep and obsessive-compulsive disorder (OCD)". Sleep Medicine Reviews. ج. 17 ع. 6: 465–74. DOI:10.1016/j.smrv.2012.12.002. PMID:23499210.
35. ↑  Mineka S, Watson D, Clark LA (1998). "Annual Review of Psychology 1998: Vol 49". Annual Review of Psychology (بالإنجليزية). 49: 377–412. DOI:10.1146/annurev.psych.49.1.377. PMID:9496627. Archived from the original on 2022-07-03. Retrieved 2022-07-02.
36. ↑  Angelakis، I؛ Gooding، P؛ Tarrier، N؛ Panagioti، M (يوليو 2015). "Suicidality in obsessive compulsive disorder (OCD): a systematic review and meta-analysis". Clinical Psychology Review. ج. 39: 1–15. DOI:10.1016/j.cpr.2015.03.002. PMID:25875222.
37. ↑  Russell، A. J.؛ Jassi، A.؛ Fullana، M. A.؛ Mack، H.؛ Johnston، K.؛ Heyman، I.؛ Murphy، D. G.؛ Mataix-Cols، D. (2013). "Cognitive Behavior Therapy for Comorbid Obsessive-Compulsive Disorder in High-Functioning Autism Spectrum Disorders: A Randomized Controlled Trial". Depression and Anxiety. ج. 30 ع. 8: 697–708. DOI:10.1002/da.22053. PMID:23389964.
38. ↑  Pediatric Obsessive-Compulsive Disorder Differential Diagnoses – 2012 نسخة محفوظة 29 مايو 2017 على موقع واي باك مشين.
39. ↑  Abramowitz JS، Taylor S، McKay D (2009). "Obsessive-compulsive disorder". Lancet. ج. 374 ع. 9688: 491–9. DOI:10.1016/S0140-6736(09)60240-3. PMID:19665647.
40. ↑  Menzies L, Achard S, Chamberlain SR, Fineberg N, Chen CH, del Campo N, Sahakian BJ, Robbins TW, Bullmore E (2007). "Neurocognitive endophenotypes of obsessive-compulsive disorder". Brain. ج. 130 ع. Pt 12: 3223–36. DOI:10.1093/brain/awm205. PMID:17855376.
41. ↑  Ozaki N، Goldman D، Kaye WH، Plotnicov K، Greenberg BD، Lappalainen J، Rudnick G، Murphy DL (2003). "Serotonin transporter missense mutation associated with a complex neuropsychiatric phenotype". Mol. Psychiatry. ج. 8 ع. 11: 933–6. DOI:10.1038/sj.mp.4001365. PMID:14593431.
42. ↑  Bracha HS (2006). "Human brain evolution and the "Neuroevolutionary Time-depth Principle:" Implications for the Reclassification of fear-circuitry-related traits in DSM-V and for studying resilience to warzone-related posttraumatic stress disorder". Progress in Neuro-Psychopharmacology and Biological Psychiatry. ج. 30 ع. 5: 827–853. DOI:10.1016/j.pnpbp.2006.01.008. PMID:16563589.
43. 1 2  Boileau B (2011). "A review of obsessive-compulsive disorder in children and adolescents". Dialogues Clin Neurosci. ج. 13 ع. 4: 401–11. PMC:3263388. PMID:22275846.
44. ↑  Moretto، Germana؛ Pasquini، Massimo؛ وآخرون (2008)، "What every psychiatrist should know about PANDAS: a review"، Clinical Practice and Epidemiology in Mental Health، Department of Psychiatric Sciences and Psychological Medicine, Sapienza University of Rome {{استشهاد}}: Explicit use of et al. in: |مؤلف2-الأول= (مساعدة)
45. ↑  Rotge، Jean-Yves؛ Guehl، Dominique؛ Dilharreguy، Bixente؛ Cuny، Emmanuel؛ Tignol، Jean؛ Bioulac، Bernard؛ Allard، Michele؛ Burbaud، Pierre؛ Aouizerate، Bruno (3 مارس 2017). "Provocation of obsessive–compulsive symptoms: a quantitative voxel-based meta-analysis of functional neuroimaging studies". Journal of Psychiatry & Neuroscience : JPN. ج. 33 ع. 5: 405–412. ISSN:1180-4882. PMC:2527721. PMID:18787662.
46. ↑  Whiteside، Stephen P.؛ Port، John D.؛ Abramowitz، Jonathan S. (2004). "A meta–analysis of functional neuroimaging in obsessive–compulsive disorder". Psychiatry Research: Neuroimaging. ج. 132 ع. 1: 69–79. DOI:10.1016/j.pscychresns.2004.07.001. PMID:15546704.
47. ↑  Brem، Silvia؛ Grünblatt، Edna؛ Drechsler، Renate؛ Riederer، Peter؛ Walitza، Susanne (1 يناير 2014). "The neurobiological link between OCD and ADHD". Attention Deficit and Hyperactivity Disorders. ج. 6 ع. 3: 175–202. DOI:10.1007/s12402-014-0146-x. ISSN:1866-6116. PMC:4148591. PMID:25017045.
48. ↑  Piras، Federica؛ Piras، Fabrizio؛ Chiapponi، Chiara؛ Girardi، Paolo؛ Caltagirone، Carlo؛ Spalletta، Gianfranco (1 يناير 2015). "Widespread structural brain changes in OCD: a systematic review of voxel-based morphometry studies". Cortex; a Journal Devoted to the Study of the Nervous System and Behavior. ج. 62: 89–108. DOI:10.1016/j.cortex.2013.01.016. ISSN:1973-8102. PMID:23582297.
49. ↑  Nakao، Tomohiro؛ Okada، Kayo؛ Kanba، Shigenobu (أغسطس 2014). "Neurobiological model of obsessive-compulsive disorder: Evidence from recent neuropsychological and neuroimaging findings". Psychiatry and Clinical Neurosciences. ج. 68 ع. 8: 587–605. DOI:10.1111/pcn.12195.
50. ↑  Welch JM، Lu J، Rodriguiz RM، Trotta NC، Peca J، Ding JD، Feliciano C، Chen M، Adams JP، Luo J، Dudek SM، Weinberg RJ، Calakos N، Wetsel WC، Feng G (أغسطس 2007). "Cortico-striatal synaptic defects and OCD-like behaviours in Sapap3-mutant mice". Nature. ج. 448 ع. 7156: 894–900. DOI:10.1038/nature06104. PMC:2442572. PMID:17713528.
51. ↑  Radua J، Mataix-Cols D (نوفمبر 2009). "Voxel-wise meta-analysis of grey matter changes in obsessive–compulsive disorder". British Journal of Psychiatry. ج. 195 ع. 5: 393–402. DOI:10.1192/bjp.bp.108.055046. PMID:19880927.
52. 1 2  Radua J، van den Heuvel OA، Surguladze S، Mataix-Cols D (5 يوليو 2010). "Meta-analytical comparison of voxel-based morphometry studies in obsessive-compulsive disorder vs other anxiety disorders". Archives of General Psychiatry. ج. 67 ع. 7: 701–711. DOI:10.1001/archgenpsychiatry.2010.70. PMID:20603451.
53. ↑  Davis، Kenneth L (2002). Neuropsychopharmacology : the fifth generation of progress : an official publication of the American College of Neuropsychopharmacology (ط. 5th ed.). Philadelphia, Pa.: Lippincott Williams & Wilkins. ص. 1609–1610. ISBN:0781728371. {{استشهاد بكتاب}}: |طبعة= يحوي نصًّا زائدًا (مساعدة)
54. ↑  Muller، Christian P؛ Jacobs، Barry L؛ A Dijk؛ A Klompmakers؛ D Denys (2009). "4.4 The Serotonergic System in Obsessive-Compulsive Disorder". Handbook of the behavioral neurobiology of serotonin (ط. 1st ed.). London: Academic. ص. 547–558. ISBN:978-0-12-374634-4. {{استشهاد بكتاب}}: |طبعة= يحوي نصًّا زائدًا (مساعدة)
55. ↑  Kim KW، Lee DY (2002). "Obsessive-Compulsive Disorder Associated With a Left Orbitofrontal Infarct". Journal of Neuropsychiatry and Clinical Neurosciences. ج. 14 ع. 1: 88–89. DOI:10.1176/appi.neuropsych.14.1.88. PMID:11884667.
56. ↑  Wood، Jesse؛ Ahmari، Susanne E. (17 ديسمبر 2015). "A Framework for Understanding the Emerging Role of Corticolimbic-Ventral Striatal Networks in OCD-Associated Repetitive Behaviors". Frontiers in Systems Neuroscience. ج. 9. DOI:10.3389/fnsys.2015.00171. ISSN:1662-5137. PMC:4681810. PMID:26733823.{{استشهاد بدورية محكمة}}:  صيانة الاستشهاد: دوي مجاني غير معلم (link)
57. 1 2  Pittenger، Christopher؛ Bloch، Michael H.؛ Williams، Kyle (3 مارس 2017). "GLUTAMATE ABNORMALITIES IN OBSESSIVE COMPULSIVE DISORDER: NEUROBIOLOGY, PATHOPHYSIOLOGY, AND TREATMENT". Pharmacology & therapeutics. ج. 132 ع. 3: 314–332. DOI:10.1016/j.pharmthera.2011.09.006. ISSN:0163-7258. PMC:3205262. PMID:21963369.
58. ↑  Wu K، Hanna GL، Rosenberg DR، Arnold PD (2012). "The role of glutamate signaling in the pathogenesis and treatment of obsessive–compulsive disorder". Pharmacology Biochemistry and Behavior. ج. 100 ع. 4: 726–735. DOI:10.1016/j.pbb.2011.10.007. PMC:3437220. PMID:22024159.
59. 1 2  Quick Reference to the Diagnostic Criteria from DSM-IV-TR. Arlington, VA: American Psychiatric Association, 2000.
60. ↑  Starcevic، V؛ Janca، A (يناير 2011). "Obsessive-compulsive spectrum disorders: still in search of the concept-affirming boundaries". Current opinion in psychiatry. ج. 24 ع. 1: 55–60. DOI:10.1097/yco.0b013e32833f3b58. PMID:20827198.
61. 1 2  Aardema F., O'Connor (2007). "The menace within: obsessions and the self". International Journal of Cognitive Therapy. ج. 21: 182–197. DOI:10.1891/088983907781494573.
62. ↑  Aardema F., O'Connor (2003). "Seeing white bears that are not there: Inference processes in obsessions". Journal of Cognitive Psychotherapy. ج. 17: 23–37. DOI:10.1891/jcop.17.1.23.58270.
63. 1 2  Carter, K. "Obsessive–compulsive personality disorder." PSYC 210 lecture: Oxford College of Emory University. Oxford, GA. 11 April 2006.
64. ↑  Koran LM، Hanna GL، Hollander E، Nestadt G، Simpson HB (يوليو 2007). "Practice guideline for the treatment of patients with obsessive-compulsive disorder". The American Journal of Psychiatry. ج. 164 ع. 7 Suppl: 5–53. PMID:17849776.
65. 1 2  Huppert & Roth: (2003) Treating Obsessive-Compulsive Disorder with Exposure and Response Prevention. The Behavior Analyst Today, 4 (1), 66 – 70 BAO نسخة محفوظة 07 نوفمبر 2017 على موقع واي باك مشين.
66. ↑  Klein DF (2000). "Flawed meta-analyses comparing psychotherapy with pharmacotherapy". Am J Psychiatry. ج. 157 ع. 8: 1204–11. DOI:10.1176/appi.ajp.157.8.1204. PMID:10910778. مؤرشف من الأصل في 2022-07-05.
67. ↑  Foa EB, Liebowitz MR, Kozak MJ, Davies S, Campeas R, Franklin ME, Huppert JD, Kjernisted K, Rowan V, Schmidt AB, Simpson HB, Tu X (2005). "The American Journal of Psychiatry 2005-01: Vol 162 Iss 1". Am J Psychiatry (بالإنجليزية). 162 (1): 151–61. DOI:10.1176/appi.ajp.162.1.151. PMID:15625214. Archived from the original on 2022-07-03. Retrieved 2022-07-02.
68. ↑  
National Institute for Health and Clinical Excellence (NICE) (نوفمبر 2005). "Obsessive-compulsive disorder: Core interventions in the treatment of obsessive-compulsive disorder and body dysmorphic disorder". Information about NICE Clinical Guideline 31. UK National Health Service (NHS). مؤرشف من الأصل في 2017-01-12. اطلع عليه بتاريخ 2016-07-24.
69. ↑  Arroll B, Elley CR, Fishman T, Goodyear-Smith FA, Kenealy T, Blashki G, Kerse N, Macgillivray S (2009). Arroll، Bruce (المحرر). "Antidepressants versus placebo for depression in primary care". The Cochrane Database of Systematic Reviews ع. 3: CD007954. DOI:10.1002/14651858.CD007954. PMID:19588448.{{استشهاد بدورية محكمة}}:  صيانة الاستشهاد: أسماء متعددة: قائمة المؤلفين (link)
70. ↑  "Review Finds SSRIs Modestly Effective in Short-Term Treatment of OCD". مؤرشف من الأصل في 2013-04-13.
71. ↑  Fineberg NA، Brown A، Reghunandanan S، Pampaloni I (2012). "Evidence-based pharmacotherapy of obsessive-compulsive disorder". The International Journal of Neuropsychopharmacology. ج. 15 ع. 8: 1173–91. DOI:10.1017/S1461145711001829. PMID:22226028.
72. ↑  "Sertraline prescribing information" (PDF). مؤرشف من الأصل (PDF) في 2019-05-25. اطلع عليه بتاريخ 2015-01-30.
73. ↑  "Paroxetine prescribing information" (PDF). مؤرشف من الأصل (PDF) في 2016-03-04. اطلع عليه بتاريخ 2015-01-30.
74. ↑  Komossa، K؛ Depping, AM؛ Meyer, M؛ Kissling, W؛ Leucht, S (8 ديسمبر 2010). "Second-generation antipsychotics for obsessive compulsive disorder". The Cochrane database of systematic reviews ع. 12: CD008141. DOI:10.1002/14651858.CD008141.pub2. PMID:21154394.
75. ↑  Koran، Lorrin؛ Hanna، Gregory؛ Hollander، Eric؛ Nestadt، Gerald؛ Helen، Simpson. "Practice Guideline for the Treatment of Patients With Obsessive-Compulsive Disorder" (PDF). American Psychiatric Association. American Psychiatric Association. مؤرشف من الأصل (PDF) في 2017-10-31.
76. ↑  Cybulska Eva M (2006). "Obsessive Compulsive disorder, the brain and electroconvulsive therapy". British Journal of Hospital Medicine. ج. 67 ع. 2: 77–82. DOI:10.12968/hmed.2006.67.2.20466. مؤرشف من الأصل في 2022-07-03.
77. ↑  Barlow, D. H. and V. M. Durand. Essentials of Abnormal Psychology. California: Thomson Wadsworth, 2006.
78. ↑  Barlas S (8 أبريل 2009). "FDA Approves Pioneering Treatment for Obsessive- Compulsive Disorder". Psychiatric Times. ج. 26 ع. 4. مؤرشف من الأصل في 2009-07-10.
79. ↑  Surgical Procedures for Obsessive–Compulsive Disorder, by M. Jahn and M. Williams, Ph.D,. BrainPhysics OCD Resource, Accessed 6 July 2008. نسخة محفوظة 23 يونيو 2017 على موقع واي باك مشين.
80. ↑  O'Donohue William؛ Ferguson Kyle E (2006). "Evidence-Based Practice in Psychology and Behavior Analysis". The Behavior Analyst Today. ج. 7 ع. 3: 335–347. DOI:10.1037/h0100155.
81. 1 2  Freeman، J؛ Garcia، A؛ Frank، H؛ Benito، K؛ Conelea، C؛ Walther، M؛ Edmunds، J (2014). "Evidence base update for psychosocial treatments for pediatric obsessive-compulsive disorder". Journal of Clinical Child and Adolescent Psychology. ج. 43 ع. 1: 7–26. DOI:10.1080/15374416.2013.804386. PMC:3815743. PMID:23746138.
82. ↑  D'Alessandro TM (2009). "Factors influencing the onset of childhood obsessive compulsive disorder". Pediatr Nurs. ج. 35 ع. 1: 43–6. PMID:19378573.
83. ↑  Rapoport, J. E. (1989). Obsessive-compulsive Disorder In Children & Adolescents. Washington: American Psychiatric Press.
84. ↑  Adams, P. L. (1973). Obsessive Children: A Sociopsychiatric Study. Philadelphia: Brunner / Mazel.
85. ↑  Eddy KT, Dutra L, Bradley R, Westen D (2004). "Clinical Psychology Review 2004-12: Vol 24 Iss 8". Clin Psychol Rev (بالإنجليزية). 24 (8): 1011–30. DOI:10.1016/j.cpr.2004.08.004. PMID:15533282. Archived from the original on 2022-07-03. Retrieved 2022-07-02.
86. 1 2  M. A. Jenike; Baer, L.; & W. E. Minichiello. Obsessive Compulsive Disorders: Theory and Management. Littleton, MA: PSG Publishing, 1986.
87. ↑  Berrios G E (1989). "Obsessive Compulsive Disorder: Its conceptual history in France during the 19th Century". Comprehensive Psychiatry. ج. 30: 283–95. DOI:10.1016/0010-440x(89)90052-7.
88. ↑  Freud S (1950). Totem and Taboo:Some Points of Agreement between the Mental Lives of Savages and Neurotics. trans. Strachey. New York: W. W. Norton & Company. ISBN:0-393-00143-1. مؤرشف من الأصل في 2022-07-16. p. 29.
89. ↑  Dittmann، M (يوليو–أغسطس 2005). "Hughes's germ phobia revealed in psychological autopsy". American Psychological Association. مؤرشف من الأصل في 2018-07-10. اطلع عليه بتاريخ 2015-01-09.
90. ↑  M. Dittmann (يوليو–أغسطس 2005). "Hughes's germ phobia revealed in psychological autopsy". APA Online: Monitor on Psychology. ج. 36 ع. 7. مؤرشف من الأصل في 2019-05-23.
91. ↑  Chosak، Anne (12 أكتوبر 2012). "The Aviator: A real-life portrayal of OCD in the media". =Massachusetts General Hospital OCD and Related Disorders Program. مؤرشف من الأصل في 2018-12-14. اطلع عليه بتاريخ 2015-01-09.{{استشهاد ويب}}:  صيانة الاستشهاد: علامات ترقيم زائدة (link)
92. ↑  "SAMUEL JOHNSON (1709–1784): A Patron Saint of OCD? by Fred Penzel, Ph.D. from the Scientific Advisory Board of the International OCD Foundation". Westsuffolkpsych.homestead.com. مؤرشف من الأصل في 2018-08-25. اطلع عليه بتاريخ 2013-11-29.
93. ↑  Goldberg FR (2007). Turn box office movies into mental health opportunities: A literature review and resource guide for clinicians and educators (PDF). Beneficial Film Guides, Inc. ص. 8. مؤرشف من الأصل (PDF) في 2016-08-06. اطلع عليه بتاريخ 2010-02-17.
94. ↑  Berman، Noah (5 أكتوبر 2012). "Is This 'As Good as It Gets?': Popular Media's Representation of OCD". Massachusetts General Hospital OCD and Related Disorders Program. مؤرشف من الأصل في 2018-11-06. اطلع عليه بتاريخ 2015-01-09.
95. ↑  Almeida. "Royal College of Psychiatrists, Discover Psychiatry, Minds on Film Blog, Matchstick Men". Royal College of Psychiatrists. مؤرشف من الأصل في 2017-08-28. اطلع عليه بتاريخ 2015-01-14.
96. ↑  Stewart, Susan (16 سبتمبر 2007). "Happy to Be Neurotic, at Least Once a Week". The New York Times. مؤرشف من الأصل في 2018-01-16. اطلع عليه بتاريخ 2008-12-08.
97. ↑  Aniety Disorders Association of America. "WHAT IS OCD?". USA Network. مؤرشف من الأصل في 2016-10-03. اطلع عليه بتاريخ 2008-12-08.
98. ↑  Camfield DA، Sarris J، Berk M (1 يونيو 2011). "Nutraceuticals in the treatment of obsessive compulsive disorder (OCD): a review of mechanistic and clinical evidence". Progress in neuro-psychopharmacology & biological psychiatry. ج. 35 ع. 4: 887–95. DOI:10.1016/j.pnpbp.2011.02.011. PMID:21352883.
99. ↑  Lakhan SE، Vieira KF (2008). "Nutritional therapies for mental disorders". Nutr J. ج. 7: 2. DOI:10.1186/1475-2891-7-2. PMC:2248201. PMID:18208598.{{استشهاد بدورية محكمة}}:  صيانة الاستشهاد: دوي مجاني غير معلم (link)
100. ↑  Davidson J، Bjorgvinsson T (يونيو 2003). "Current and potential pharmacological treatments for obsessive-compulsive disorder". Expert Opinion on Investigational Drugs. ج. 12 ع. 6: 993–1001. DOI:10.1517/13543784.12.6.993. PMID:12783603.
101. ↑  Koran LM (2007). "Obsessive-Compulsive Disorder: An Update for the Clinician". Focus ع. 5: 3.